# 落合水再生センター

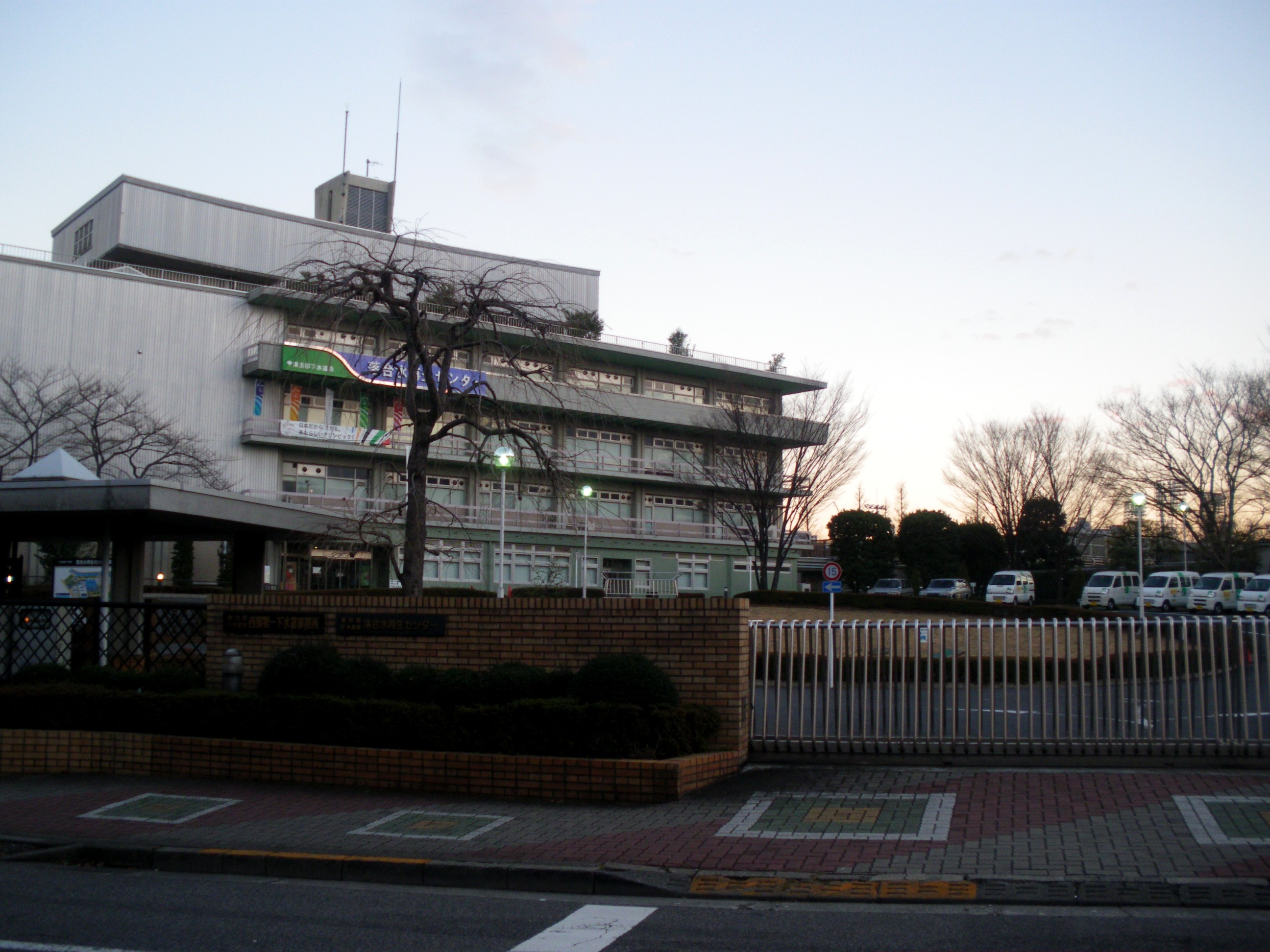
落合水再生センター

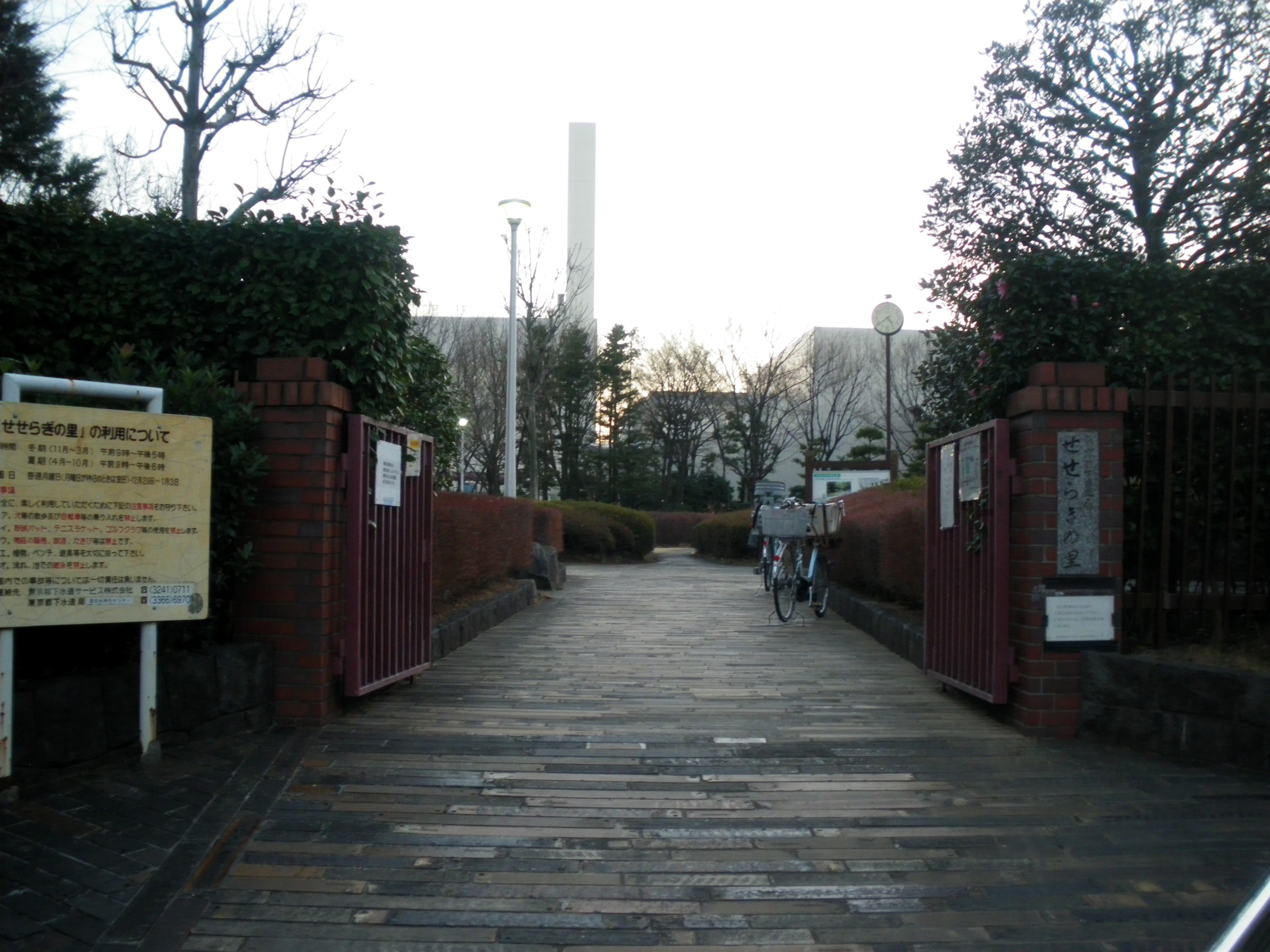
せせらぎの里公苑

落合水再生センター（おちあいみずさいせいセンター）は、東京都新宿区にある東京都下水道局の下水処理場。上部は落合中央公園として整備されている。

## 概要
中野区の大部分と新宿・世田谷区・渋谷区全体および杉並区・豊島区・練馬区の一部地域の総計3,506ヘクタールを処理区域としている。1964年3月運転開始。

### 高度処理再生水の送水先
- 新宿副都心水リサイクルセンター

西新宿・中野坂上地区のビルのトイレ用水として活用、副都心の水循環に貢献。
- 城南三河川清流復活事業

渋谷川（古川）、目黒川、呑川に送水、水量を増やすことで潤沢な環境を呼び戻した。
- 膜ろ過設備

衛生的で安全な再生水を作り、せせらぎの里公苑に供給。

## 所在地
- 〒161-0034 東京都新宿区上落合1-2-40